# Battaglia di Strasburgo
(Discorso di Giuliano alle truppe, da Ammiano Marcellino, Storie, xvi.12.31, traduzione di Antonio Selem)
La battaglia di Strasburgo, nota anche come battaglia di Argentoratum dal nome latino di Strasburgo, fu combattuta nell'agosto 357 tra l'esercito dell'Impero romano guidato dal cesare Giuliano e la confederazione delle tribù degli Alemanni guidate dal re supremo Cnodomario.
Lo scontro di Strasburgo costituisce il momento decisivo al culmine della campagna condotta da Giuliano tra il 355 e il 357 per debellare le incursioni dei barbari in Gallia e ripristinare la linea difensiva dei forti romani lungo il Reno, che era stata gravemente danneggiata durante la guerra civile del 350-353 tra l'usurpatore Magnenzio e l'imperatore Costanzo II. Pur affrontando un nemico tre volte più numeroso, i soldati di Giuliano ottennero una vittoria completa soffrendo perdite trascurabili, e dopo un duro scontro giunsero a respingere gli Alemanni oltre il Reno, dopo aver inflitto loro gravi perdite. L'esercito di manovra di Giuliano, il suo comitatus, era piccolo ma molto ben addestrato: la battaglia fu vinta grazie alla forza e alla resistenza della fanteria romana, la quale fu in grado di sopperire a una pessima prestazione della cavalleria. Negli anni successivi a questa vittoria, Giuliano poté riparare e rinforzare le guarnigioni dei forti sul Reno e imporre la condizione di tributari alle tribù germaniche al di là del confine.

## Fonti
La fonte più dettagliata e affidabile per la campagna gallica di Giuliano (355-360) e per la battaglia di Strasburgo sono le Res gestae ("Storie") di Ammiano Marcellino, uno storico vissuto nell'epoca in cui si svolsero i fatti. Ammiano era un soldato di carriera greco, che entrò nell'esercito romano nel 350 e vi servì almeno fino al 363. Inquadrato come protector domesticus (ufficiale superiore cadetto), servì nello stato maggiore del magister equitum Ursicino e poi sotto Giuliano stesso nella sua campagna sasanide. Fece esperienza anche sul fronte gallico, in quanto fu coinvolto nella soppressione della ribellione di Claudio Silvano nel 355. La sua esperienza negli stati maggiori degli eserciti dell'epoca fanno di lui una fonte affidabile e preziosa dal punto di vista militare, ma occorre tener presente che egli fu un grande ammiratore di Giuliano, fatto che si riflette nella tendenza all'elogio riscontrabile nella sua narrazione, laddove egli eccede nelle lodi per le azioni di Giuliano o proclama aperta ostilità verso i nemici di quest'ultimo.
Il retore Libanio, altro contemporaneo ai fatti di Strasburgo, pronunciò un'orazione funebre per Giuliano nel 363: il suo discorso contiene alcuni particolari che mancano nella descrizione di Ammiano, informazioni che Libanio acquisì da collaboratori dell'imperatore. Ma l'opera di Libanio, proprio in quanto elogio delle azioni di Giuliano, non è un racconto storico e la sua affidabilità per quanto riguarda gli eventi della campagna è limitata: in caso di contrasto, gli storici ritengono più affidabile la versione di Ammiano.
Nel tardo V secolo, lo storico Zosimo compose una cronaca, intitolata Storia nuova, in cui descrive sia la campagna di Giuliano che la battaglia di Strasburgo: si tratta tuttavia di un resoconto sommario che aggiunge poco al racconto di Ammiano. La rilevanza dell'opera di Zosimo è dovuta al fatto che essa contiene una descrizione della rivolta di Magnenzio (350-353), fatto narrato in una porzione perduta dell'opera di Ammiano, che rimarrebbe altrimenti priva di testimonianze documentarie.

## Antefatti

### Alemanni

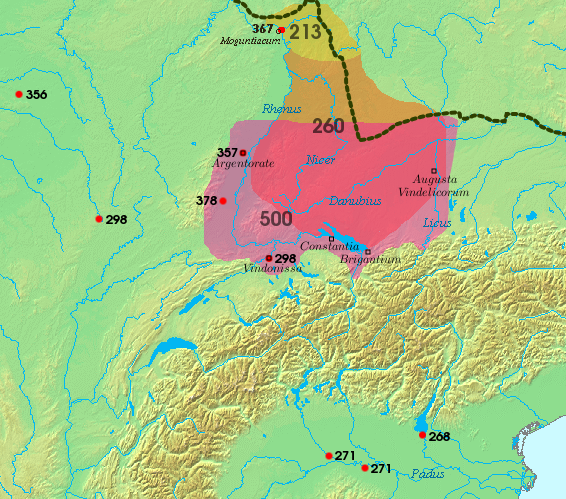
Mappa dell'estensione del territorio occupato dalla confederazione degli Alemanni in varie epoche. Originarii della regione del Meno, a nord, le tribù degli Alemanni si erano stabilite all'epoca di Giuliano nella regione degli Agri decumates, parte del territorio della provincia romana della Germania superiore, abbandonata a metà del III secolo.

Durante il III secolo, le piccole tribù della frammentata Germania libera (la Germania al di là delle frontiere imperiali) si coagularono in tre confederazioni vaste e blande: i Franchi nella Germania nord-occidentale, gli Alemanni nella Germania sud-occidentale e i Burgundi in quella centrale. Nonostante le frequenti lotte intestine che le caratterizzavano, queste nuove confederazioni avevano la capacità di mobilitare forze militari ben più vaste che in precedenza, e potevano eventualmente costituire una seria minaccia per i territori l'Impero romano.

Gallia del nord est e frontiera del Reno al tempo di Giuliano

La confederazione delle tribù alemanniche ebbe origine nella valle del Meno, nella Germania centrale, per poi spostarsi negli Agri decumates (pressappoco corrispondenti al moderno stato del Baden-Württemberg in Germania sud-occidentale), una regione che aveva fatto parte per 150 anni della provincia romana della Germania superiore e che era stata abbandonata dai Romani nel III secolo. Qui, sulla sponda orientale del Reno, gli Alemanni fondarono una serie di comunità note come pagi, ovvero aree distinti geograficamente, di estensione e numero incerto, che probabilmente cambiarono col tempo. Più pagi formavano, normalmente combinati a coppie, dei regni (regna), che si ritiene fossero permanenti ed ereditari. Lo storico romano Ammiano Marcellino descrive i sovrani alemannici con vari termini: reges excelsiores ante alios ("re eccelsi"), reges proximi ("re del vicinato"), reguli ("piccoli re") e regales ("principi"). Forse si tratta di una gerarchia formale, o forse si tratta di definizioni che si sovrappongono. Pare che nel 357 ci fossero due re eccelsi (Cnodomario e Vestralpo), che forse fungevano da "presidenti" della confederazione, e altri 5/6 reges; i territori della confederazione si stendevano lungo il Reno. È possibile che i reguli fossero i sovrani di uno dei due pagi che formavano un regnum. Dal punto di vista sociale, al di sotto della famiglia reale si situavano i nobili (chiamati optimates dai Romani) e i guerrieri (detti armati dai Romani), questi ultimi divisi nella classe dei guerrieri professionali e nella leva degli uomini liberi. Ciascun nobile era in grado di radunare circa 50 guerrieri.
Le stime degli storici riguardo alla popolazione germanica totale in «Alemannia» si aggirano intorno alle 120 000–150 000 persone, una cifra molto piccola in rapporto ai circa 10 milioni che abitavano la Gallia. A questa discrepanza numerica faceva da contraltare il fatto che la società alemannica così com'era, attraversata dalle continue lotte tra i vari clan che la componevano, costituiva una fonte di validi armati; si stima che in totale gli Alemanni fossero in grado di mobilitare sino a 30-40 000 guerrieri.

### Invasione della Gallia

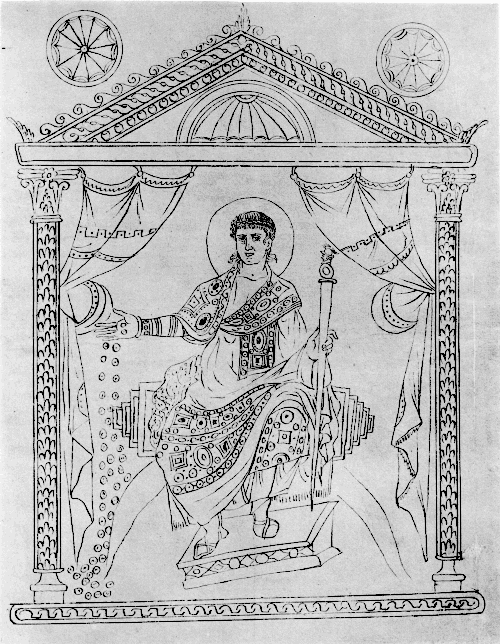
L'imperatore romano Costanzo II, cugino e superiore di Giuliano, divenne unico imperatore nel 350; qui è raffigurato con un'aureola, attributo imperiale in questa epoca, in una pagina della Cronografo del 354.

All'inizio dell'anno 350, l'Impero romano era governato da due figli di Costantino I: l'augusto Costante I regnava sull'Occidente, mentre Costanzo II era signore dell'Oriente. Nel mese di gennaio Costante fu però rovesciato e ucciso dall'usurpatore Magnenzio, un laetus originario della Gallia che era diventato comes ("comandante") delle legioni degli Herculiani e degli Ioviani. Non appena Costanzo seppe della ribellione e dell'usurpazione del trono d'Occidente, decise di muovere contro Magnenzio. A tale scopo cessò immediatamente le ostilità con i Sasanidi dello scià Sapore II, con i quali era da tempo impegnato in una lunga guerra, e dopo aver stipulato con essi una tregua condusse il proprio comitatus in Illiria dove assunse anche il comando del comitatus locale, trovandosi così alla testa di un esercito di circa 60 000 uomini. Nel frattempo Magnenzio raccolse un esercito composto dal comitatus della Gallia e probabilmente da alcuni foederati franchi e sassoni e marciò sull'Illirico per attaccare Costanzo.

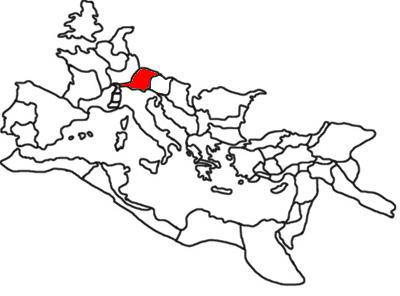
La Rezia nell'Impero Romano intorno al 120.

Queste grandi mobilitazioni di truppe fecerò sì che le migliori truppe romane risultassero impegnate nella guerra civile, lasciando così sguarnite le regioni di frontiera dell'impero. I Franchi e gli Alemanni stanziati sulla frontiera del Reno colsero questa opportunità per sconfinare e travolgere gran parte della Gallia orientale e della Rezia. Libanio afferma che essi furono istigati a compiere questa invasione da alcune lettere inviate da Costanzo, il cui scopo sarebbe stato quello di creare un diversivo alle spalle di Magnenzio. I barbari conquistarono molti dei forti romani lungo il Reno, distrussero le fortificazioni romane e stabilirono dei campi permanenti sulla riva destra del fiume, utilizzandoli come basi per le incursioni durante i quattro anni della guerra civile (350-353). Si stima che in questo periodo oltre 20 000 cittadini romani furono rapiti e ridotti in schiavitù; Libanio afferma che questi furono obbligati a coltivare le terre degli Alemanni, cosa che permise ai guerrieri barbari, liberi dagli impegni stagionali della mietitura, di eseguire incursioni in Gallia in gruppi più numerosi.
Nel frattempo la gran parte del comitatus delle Gallie e quasi metà delle forze illiriche furono distrutte nella guerra civile: nella battaglia di Mursa Maggiore in Pannonia (351), una delle più sanguinose dell'intera storia romana, Magnenzio perse circa 24 000 uomini (quasi due terzi del suo esercito), mentre Costanzo, seppur vittorioso, pagò un tributo ancora più alto nel numero dei caduti (circa 30 000 uomini); lo scontro finale nella battaglia di Mons Seleucus, che concise con la vittoria finale di Costanzo, mieté ulteriori vittime tra le file degli eserciti romani. Ciò fece sì che al termine della guerra civile l'esercito imperiale si ritrovasse in una situazione di grande difficoltà: le gravi perdite di fanteria altamente addestrata non potevano essere facilmente o rapidamente ripianate, ma bisognava comunque far fronte alla minaccia sasanide in Oriente. Per questo l'imperatore Costanzo dovette costituire un significativo comitatus in Oriente: questo fatto, unito allo stanziamento del comitatus personale dell'imperatore presso Milano e alla ricostituzione delle forze militari in Illiria, per forza di cose lasciava poche truppe a disposizione per coprire le esigenze militari della Gallia.

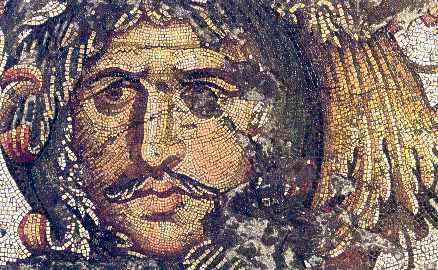
Ritratto di un barbaro proveniente dal Gran Palazzo di Costantinopoli (V secolo).

Costanzo riuscì a spingere gli Alemanni fuori dalla Rezia nel 354, stringendo un'alleanza con i re dell'Alemannia meridionale, Vadomario e Gundomado. L'anno successivo tuttavia il magister equitum della Gallia Claudio Silvano mise in atto una breve ribellione; in seguito a questo episodio Costanzo si convinse dell'opportunità di nominare un membro della dinastia costantiniana a capo dei territori d'Occidente, per potere a sua volta meglio concentrarsi sul dominio dell'Oriente. Per questo motivo l'imperatore nominò suo cugino Giuliano cesare d'Occidente, e gli conferì il comando nominale delle forze romane in Gallia, ivi incluso un comitatus di entità ridotta. All'epoca della sua nomina a cesare Giuliano aveva 23 anni e nessun'esperienza militare, avendo fino a quel momento studiato filosofia ad Atene, costituendo quindi un candidato poco plausibile per il ruolo di comandante degli eserciti d'occidente. Costanzo non aveva però altra scelta, in quanto Giuliano era l'unico maschio della dinastia costantiniana sopravvissuto alle purghe volute da Costanzo stesso e dai suoi fratelli per timore di rivolte. Con stupore di molti suoi contemporanei, Giuliano si rivelò essere un comandante militare di rare capacità.
Il compito affidato a Giuliano era estremamente difficile. La guerra civile aveva lasciato la Gallia nel caos, mentre la linea difensiva sul Reno era collassata per ampi tratti. Secondo Ammiano Marcellino, i Franchi avevano assaltato Colonia Agrippina (Colonia) e l'avevano rasa al suolo; Mogontiacum (Magonza), Borbetomagus (Worms), Nemetae Vangionum (Spira), Tabernae (Saverne), Saliso (Brumat) e Argentorate (Strasburgo) erano tutte in mani germaniche. Solo tre teste di ponte sul Reno erano ancora in mano romana: un'unica torre nei pressi di Colonia e due forti, uno a Rigodunum (Remagen) e uno a Confluentes (Coblenza). Grossi gruppi di barbari attraversavano indisturbati la Gallia orientale dandosi a saccheggi che raggiunsero persino i territori vicini alla Senna. Stando a quanto narrato da Ammiano Marcellino, i gruppi di predoni erano così numerosi e così grandi che le imboscate costituivano una seria minaccia anche per unità militari molto numerose: lo storico narra che l'aver percorso una strada costeggiata dai boschi a capo di una forza di 8000 uomini fin nel cuore della Gallia fu un'impresa che valse a Silvano, il magister equitum di Giuliano, l'attributo di uomo coraggioso. Nel contempo, le forze a disposizione di Giuliano erano in confronto assai limitate. Il comitatus gallico di Giuliano, che contava su un ridotto numero di effettivi dopo le battaglie della guerra civile, era costituito da appena 13 000 uomini, appena un terzo della forza messa in campo da Magnenzio a Mursa Maggiore. Per di più i limitanei (le truppe frontaliere), che in origine erano stati posti a guardia dei confini lungo il Reno, erano stati gravemente decimati dopo la caduta dei loro forti in mani germaniche, e le poche truppe sopravvissute all'invasione erano state ritirate dalle frontiere per proteggere le città interne della Gallia. Simili condizioni parevano pregiudicare in partenza il buon esito di qualunque tentativo di confronto militare con i barbari, al punto tale che Marcellino narra come i cinici alla corte di Costanzo speculassero sul fatto che l'imperatore doveva aver volutamente assegnato al proprio cugino un compito impossibile in modo da liberarsi di un possibile pretendente al trono.

### Manovre di avvicinamento alla battaglia

Vista aerea di Colonia Agrippina (Colonia, Germania) in epoca romana. Si noti, in basso a destra, la fortezza costantiniana di Divitia (Deutz, un quartiere della moderna Colonia), sulla sponda opposta del Reno. Le sue funzioni principali erano di sorvegliare l'accesso al nuovo ponte (310) e di proteggere il traffico fluviale; molti forti a cavallo di fiumi come questo furono costruiti lungo la frontiera renano-danubiana nel tardo impero. Colonia fu saccheggiata e occupata dai Franchi nel 355 e ripresa da Giuliano nel 356.

Giuliano passò l'inverno del 355/356 a Vienna (Vienne), con il suo esercito. All'inizio della stagione militare del 356 portò a termine con successo una rischiosa spedizione, che lo portò a percorrere una strada che attraversava una folta foresta, correndo il rischio di cadere in un'imboscata da parte di bande di barbari, pur di portare un contingente di cavalleria in aiuto di Augustodunum (Autun), che stava subendo l'attacco di un grosso contingente di barbari. L'impresa ebbe buon esito e gli assedianti barbari, sorpresi dall'arrivo del cesare, fuggirono. A questo punto Giuliano raccolse l'intero esercito a Remi (Reims) sotto il comando del proprio magister equitum Marcello. Da lì si mosse per riprendere la principale città del basso Reno, Colonia Agrippina (Colonia), e la relativa fortezza fluviale costruita da Costantino I dall'altra parte del Reno a Divitia (Deutz, oggi un quartiere di Colonia). Dopo aver sconfitto un notevole contingente germanico che aveva teso loro un'imboscata, gli uomini di Giuliano presero Colonia. Il cesare stipulò allora una pace con i Franchi, gesto che gli permise da un lato di creare una divisione tra le coalizioni barbare, e dall'altro di concentrare le proprie forze contro gli Alemanni.
Per l'inverno 356/357, Giuliano scelse di acquartierare il proprio esercito a Senones (Sens), vicino a Parigi, anche se si curò di distribuire alcune truppe nelle città vicine per ridurre l'impatto sulla cittadina della presenza dei soldati. Saputo che l'accampamento di Giuliano poteva contare su un numero limitato di soldati, un grosso gruppo di Alemanni mise sotto assedio Senones. Le forze di Giuliano furono in grado di resistere per un mese, trascorso il quale i Germani si allontanarono, ma i soldati romani erano talmente pochi che non poterono arrischiarsi a uscire dalla città per inseguire i nemici. Il magister equitum Marcello, che si trovava nella vicina Reims, non fornì alcun aiuto al cesare (il che gli valse molte critiche nel resoconto di Ammiano Marcellino), e fu in seguito rimosso dalla carica di magister equitum per ordine di Costanzo e sostituito con Severo, un ufficiale ritenuto maggiormente compatibile con la mentalità di Giuliano.

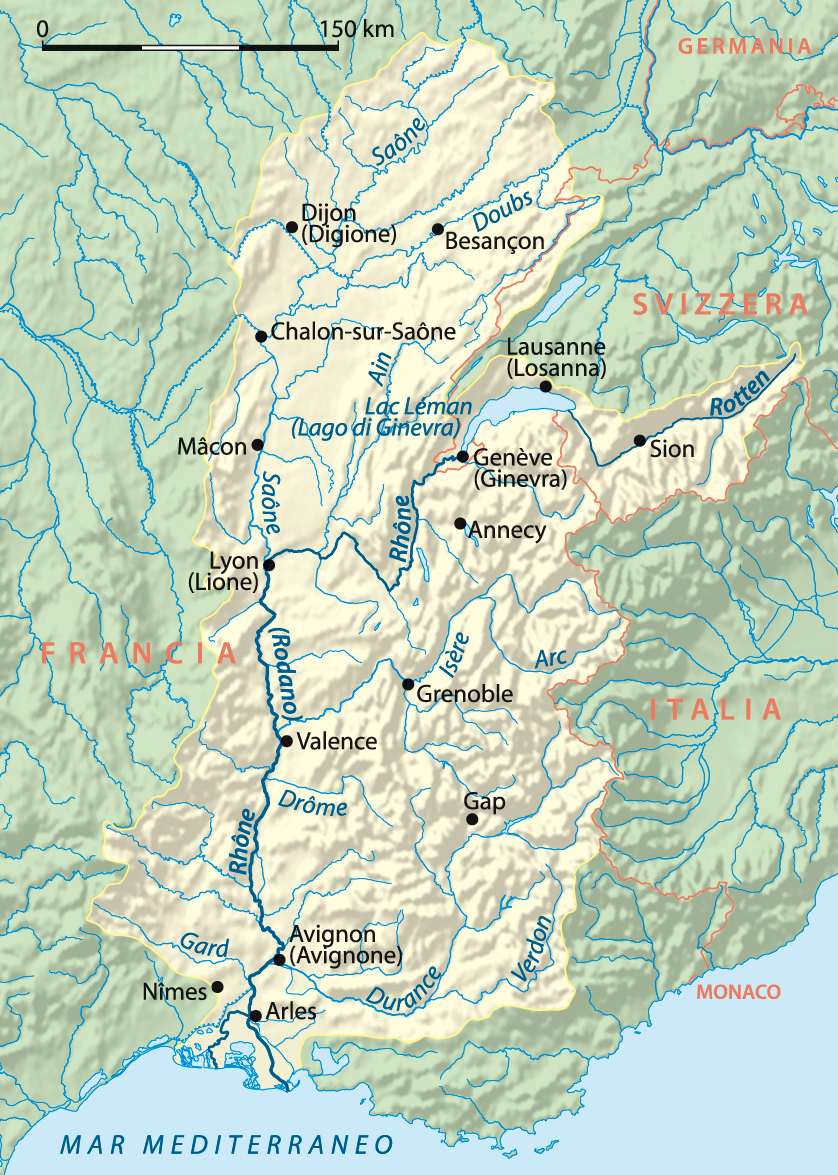
Bacino idrografico della valle del Rodano

Alla corte di Costanzo a Mediolanum (Milano) si predispose la campagna militare del 357, che mirava a intrappolare gli Alemanni nella Gallia orientale con una manovra a tenaglia: secondo i piani, Giuliano avrebbe dovuto muovere il suo esercito da Reims verso oriente, mentre la gran parte del comitatus italico di Costanzo, 25 000 uomini sotto il comando del magister peditum Barbazione, sarebbe stato inviato ad Augusta Rauracorum (Augst) in Rezia; l'auspicio era riuscire ad accerchiare e distruggere le forze barbare nella parte meridionale della Germania prima, nella moderna Alsazia. Di fronte alla minaccia costituita dalla manovra romana, gli Alemanni invece che ritirarsi oltre il Reno reagirono invadendo in forze la valle del Rodano e tentando di prendere la principale città della zona, Lugdunum (Lione): solo la robustezza delle mura cittadine e la resistenza opposta dalla guarnigione, probabilmente composta da limitanei, respinsero l'attacco degli Alemanni. A questo punto, pur avendo raccolto un grosso bottino dalle razzie operate nella zona, le forze alemanniche si ritrovarono intrappolate nella Gallia interna, perché la loro via di fuga diretta verso il Reno era bloccata dagli eserciti romani. Stando ai resoconti, i gruppi di armati che tentarono l'attraversamento nel settore sotto il controllo delle armate di Giuliano furono tutti intercettati e distrutti da squadroni di cavalleria inviati dal cesare a preparare imboscate lungo tre strade principali. Nel settore di Barbazione invece, per volere del magister equitum Cella i comandanti di cavalleria Bainobaude e Valentiniano (il futuro imperatore Valentiniano I) non avevano ricevuto l'autorizzazione a predisporre imboscate per intercettare i nemici, permettendo così ad alcuni gruppi di Alemanni di transitare senza troppi problemi. Fu così che parte delle armate germaniche fuggì l'accerchiamento, pur inseguiti dalle truppe di Giuliano, che sorpresero un gruppo di armati mentre attraversava il Reno (la siccità estiva rendeva possibile il guado del fiume) uccidendone molti. I Germani stanziati sull'altra sponda del fiume non opposero resistenza al cesare, ma si rifugiarono nelle foreste e nelle paludi, permettendo a Giuliano di bruciare i loro villaggi e i raccolti non ancora mietuti: alla fine i Germani furono obbligati a chiedere la pace.

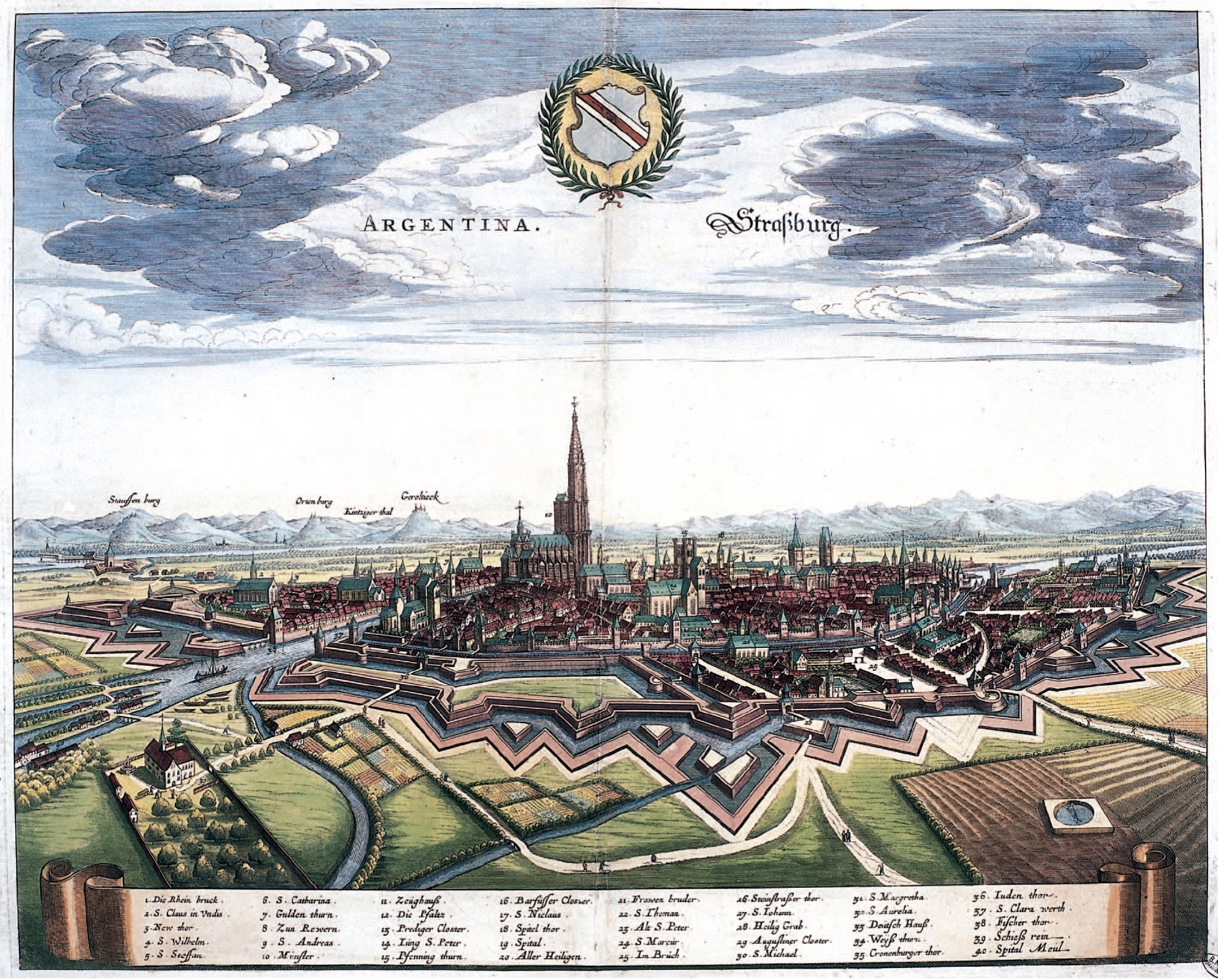
Vista di Strasburgo nel XVII secolo, con le montagne dei Vosgi (esagerate in senso verticale) sullo sfondo. Saverne (Zabern) si trova ai piedi del castello (chateau de Geroldseck) sul picco subito a sinistra della cattedrale. La città romana sarebbe stata contenuta nell'area centrale circondata da mura.

Conclusa questa manovra, Giuliano si dedicò alla ricostruzione della fortezza di Saverne, che era stata distrutta dagli Alemanni. La posizione della fortezza, a cavallo della strada Mettis (Metz)-Argentoratum (Strasburgo), nel punto in cui la strada penetrava tra le montagne dei Vosgi nell'Alsazia settentrionale, permetteva a chi la occupava di controllare la valle del Reno. Mentre i lavori di ricostruzione procedevano, l'esercito di Barbazione fu attaccato appena fuori dal campo di Severo da un grosso contingente di barbari. Invece di combattere, gli uomini di Barbazione fuggirono e furono inseguiti fino ad Augst. A questo punto, sebbene gli Alemanni non fossero stati né scacciati dall'Alsazia né tanto meno sconfitti, Barbazione ritirò completamente il suo esercito dalla Gallia senza chiedere il permesso a Giuliano, e inviò le proprie truppe negli accampamenti invernali in Italia. Il magister peditum di Costanzo aveva infatti fino a quel momento collaborato malvolentieri con Giuliano, che rimase esposto agli attacchi nemici mentre era al comando di soli 13 000 uomini.

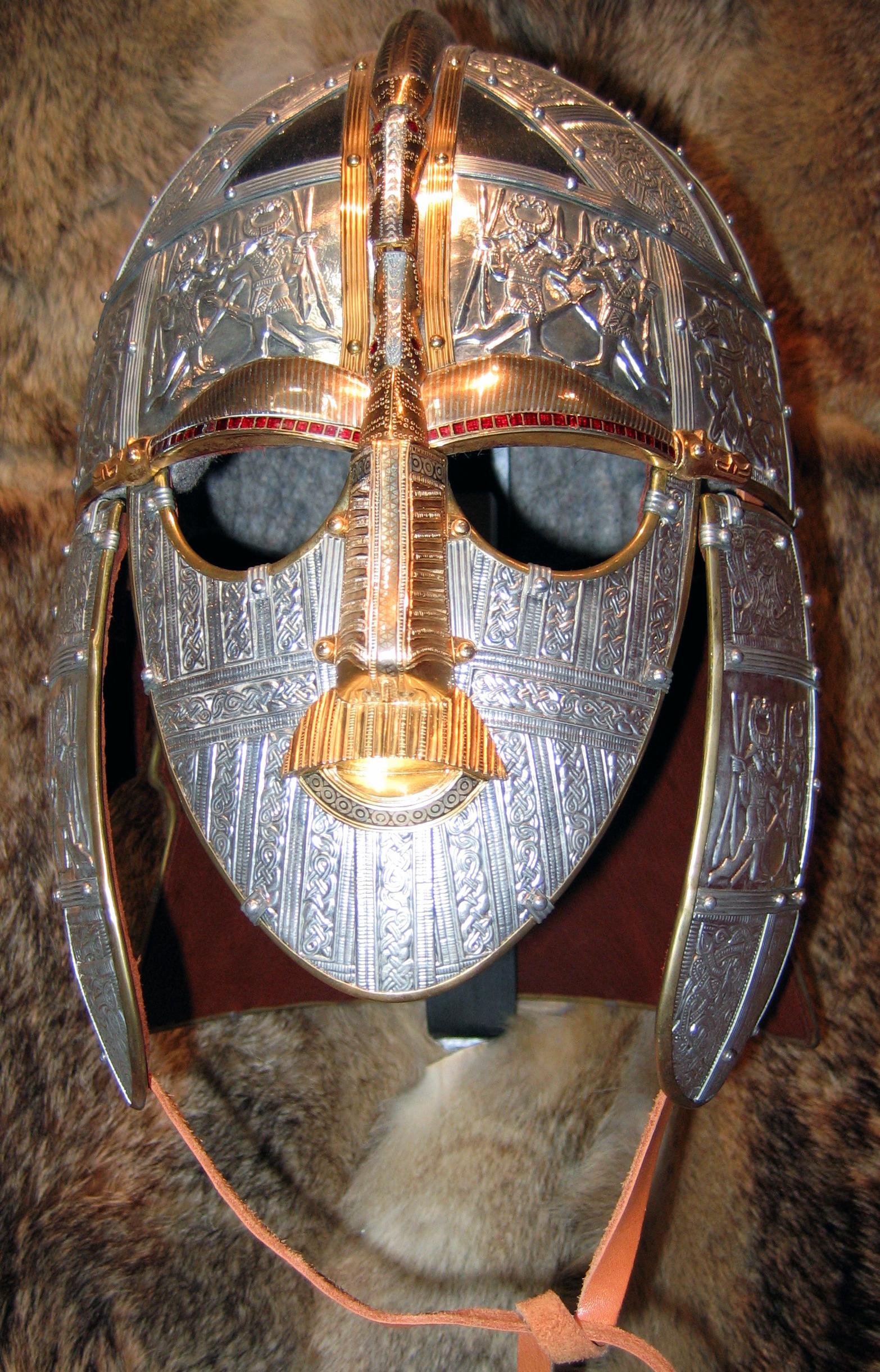
Ricostruzione dell'elmo da parata del VII secolo ritrovato nel sito funebre reale anglo-sassone di Sutton Hoo. Basato su un disegno tardo romano noto come Spangenhelm, questo tipo di elmo era comunemente usato dalla cavalleria romana nel IV-VI secolo. Questa versione costosa ed estremamente decorata, creata per un uomo di rango reale, è probabilmente simile all'"elmo lampeggiante" di Cnodomario descritto da Ammiano Marcellino (xvi.12.24). Si notino le sopracciglia, i baffi e le labbra applicati sulla maschera facciale.

Stando alle cronache, la confederazione degli Alemanni era in quel momento sotto la direzione di due re eccellenti, Cnodomario e Vestralpo, il primo dei quali era soprannominato Gigas ("il gigante") dai Romani, e del quale si dice che fosse di altezza, forza ed energia prodigiose. Ammiano Marcellino lo descrive "di aspetto formidabile quando indossava l'armatura completa da parata e il proprio elmo lampeggiante" (probabilmente rivestito di foglie d'oro). Lo stesso cronista attribuisce a Cnodomario la paternità della strategia di invasione della Gallia, sui cui territori gli Alemanni vantavano il diritto di conquista dopo anni di occupazione, con Cnodomario stesso che affermava di possedere lettere dell'imperatore Costanzo che garantivano il diritto ai barbari di occupare tali terre.
Per questi motivi Cnodomario non poteva ignorare l'opera di fortificazione di Saverne da parte di Giuliano, dal momento che questa interferiva con la sua capacità di controllare i territori dell'Alsazia e soprattutto bloccava la sua principale via d'accesso alla Gallia interna. Stando alle cronache, Cnodomario era stato sorpreso e scoraggiato dalla vittoriosa campagna di Giuliano nel 355-357, ma era stato rincuorato dal proprio successo su Barbazione e dalle informazioni ottenute da un disertore, secondo cui il ritiro di Barbazione aveva lasciato Giuliano al comando di una forza relativamente piccola. Avendo già sconfitto sul campo due magistri equitum romani (Decenzio e Barbazione), Cnodomario aveva perso la tradizionale paura dei barbari di affrontare i Romani in battaglie campali.
A questo punto, i principali re degli Alemanni ordinarono una mobilitazione di massa per tutte le tribù della confederazione, allo scopo di raccogliere tutte le formazioni sparse in un unico esercito; nel far ciò poterono contare su rinforzi tempestivi provenienti dalle due tribù alemanniche prossime alla Rezia, nonostante tali tribù fossero state ricondotte alla pace da Costanzo nel 355. Ciò avvenne perché i loro capi furono spodestati con un colpo di Stato dai propri optimates: Gundomado fu ucciso e Vadomario fu obbligato a rompere il trattato di pace e unirsi a Cnodomario. Questi ottenne anche il supporto da altre tribù non alemanniche, in parte come resa di favori passati, in parte dietro pagamento. Il risultato finale fu che a Strasburgo sul Reno, a circa 32 km a sud-est di Saverne, gli Alemanni raccolsero una forza totale di circa 35 000 uomini. Convinti di poter sconfiggere Giuliano in ragione della propria superiorità numerica, gli Alemanni tentarono di provocare il cesare inviando un ultimatum ad evacuare immediatamente l'Alsazia: lo scopo era spingere i romani a dare battaglia in campo aperto.
Giuliano si trovava ora di fronte a una scelta da ponderare. La condotta più sicura era quella di ignorare la sfida di Cnodomario, mantenere le proprie truppe nelle basi fortificate, richiedere rinforzi ed attenderli, se necessario fino alla stagione militare dell'anno dopo. Ma questa soluzione presentava due problemi principali: da un lato il recente comportamento di Barbazione e del comitatus imperiale, che rendevano incerti sia l'arrivo dei rinforzi che la loro qualità, e dall'altro la certezza che una posizione attendista da parte dei romani avrebbe esposto la Gallia a un'invasione di massa dei Germani proprio durante la stagione della mietitura. L'altra alternativa era uno scontro campale con Cnodomario, opzione caldeggiata dal prefetto del pretorio per la Gallia Florenzio, secondo il quale c'erano buone probabilità che i romani uscissero vittoriosi da uno scontro che poteva risultare decisivo per la situazione della Gallia, poiché permetteva di affrontare e vincere il grosso delle forze barbare finalmente concentrate tutte in un solo luogo, invece che divise in innumerevoli bande sparse per tutto il territorio, come loro solito. Si trattava di un'opzione rischiosa perché, sebbene i Romani avessero quasi sempre vinto le battaglie in campo aperto contro i barbari in virtù della propria superiorità in materia di equipaggiamento, organizzazione e addestramento, questa volta essi si trovavano in netta inferiorità numerica. Cionondimeno Giuliano decise di concedere la battaglia a Cnodomario, senza attendere altri rinforzi.

## Battaglia

### Avversari a confronto

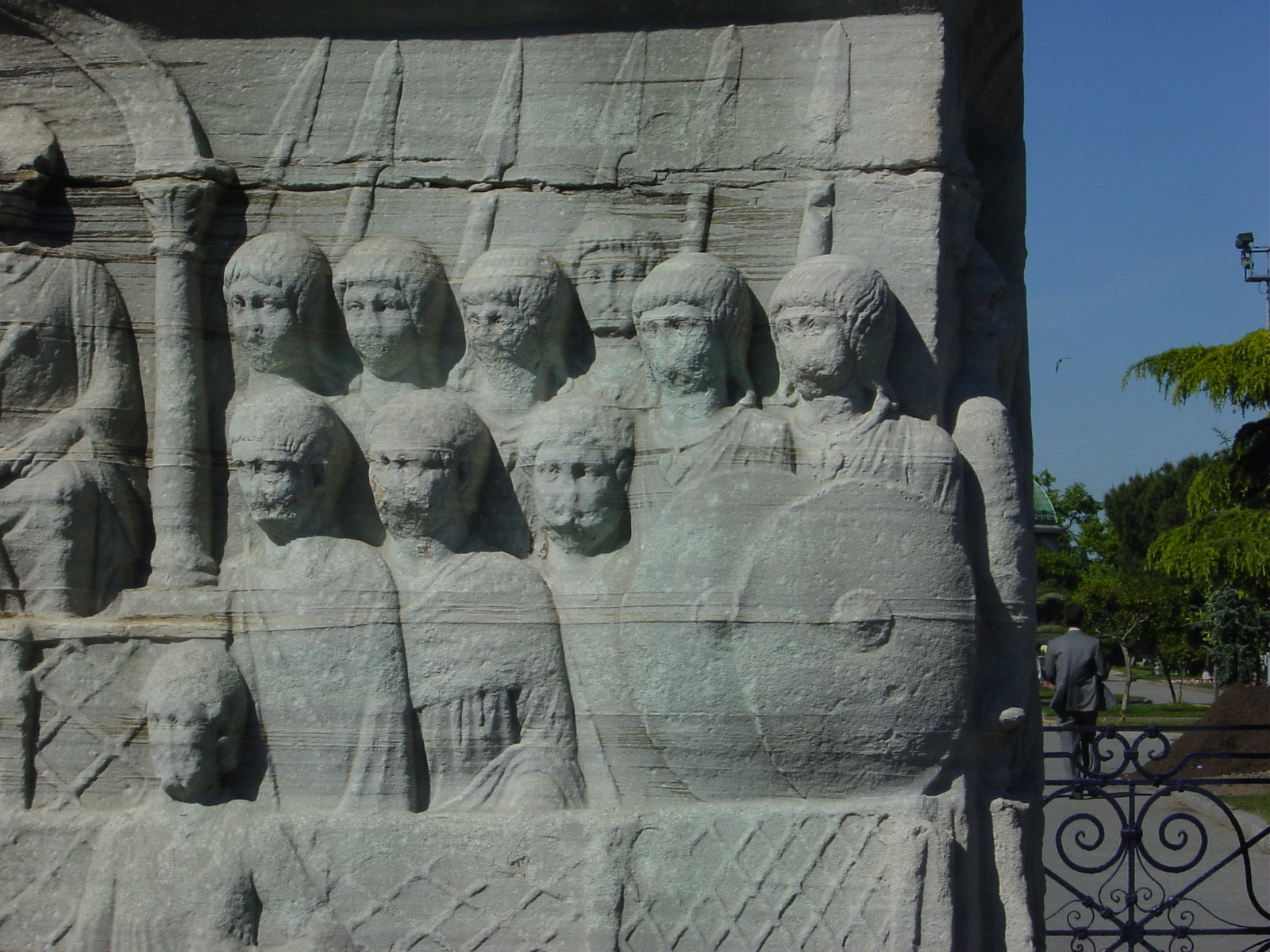
Soldati romani del tardo impero raffigurati (fila posteriore) sulla base dell'obelisco di Teodosio, nell'ippodromo di Costantinopoli; si notino i torque (collari ornamentali) con i pendenti regimentali e i capelli lunghi, uno stile importato dalle reclute barbariche, in contrasto con i capelli corti portati normalmente durante il Principato.

Secondo quanto raccontato da Ammiano Marcellino, un disertore aveva informato Cnodomario che Giuliano aveva 13 000 uomini con sé a Saverne: non è però chiaro se avesse raccolto altri uomini per la battaglia. È possibile che la divisione di Severo non sia inclusa in quel conto in quanto, come raccontato in occasione della rotta di Barbazione, i suoi uomini occupavano un campo differente dal grosso delle forze. Libanio afferma che Giuliano avesse 15 000 uomini; se questo fosse vero, gli ulteriori 2000 uomini potrebbero essere quelli del contingente di Severo. Inoltre Giuliano potrebbe essere stato in grado di richiamare alcune unità di limitanei per aiutarlo; Zosimo afferma che al suo arrivo in Gallia, Giuliano iniziò una vasta leva: si trattò probabilmente di uno sforzo volto a ricostituire le unità di limitanei molto indebolite negli anni dell'anarchia, piuttosto che rafforzare le unità del suo comitatus.
Allo stesso tempo si è detto che la stima di 35 000 Alemanni fatta da Ammiano fosse esagerata e che in realtà essi fossero appena 15 000, tanti quanti i Romani; questa stima è basata su ipotesi speculative, tra cui quella che assume che la dimensione media di una banda di incursori alemanni (800 uomini) rappresentasse il contingente massimo esprimibile da un singolo pagus. La stima di 35 000 uomini è invece compatibile con altre due indicazioni date da Ammiano in relazione ad eserciti alemannici: un contingente di 40 000 uomini nel 378 e un esercito del 366 diviso in tre parti, una delle quali forte di 10 000 uomini.
L'esercito di Giuliano, sebbene di dimensioni ridotte, comprendeva alcune delle migliori unità dell'esercito romano tardo imperiale, con una notevole reputazione militare: si trattava infatti di unità di palatini, i migliori soldati romani. Una percentuale notevole delle truppe erano di origine barbarica, per lo più germanica: l'analisi dei nomi tramandati di ufficiali e soldati delle unità di auxilia palatina suggerisce che i barbari costituivano da un terzo a metà degli effettivi, contro una stima del 25% riguardo all'intero esercito tardo imperiale. Di questi molti erano probabilmente Alemanni, ma la storia delle campagne galliche mostra che le sue truppe barbariche erano fieramente leali ed affidabili. Se è vero che vi furono casi isolati di disertori germanici che passarono al nemico, anche per motivi di solidarietà etnica – Ammiano racconta solo di un ufficiale, il quale avvisò i membri della propria tribù che Giuliano stava pianificando una campagna contro di loro – la maggior parte dei soldati barbari tra le file romane mostrarono di essere estremamente leali alle proprie unità, come dimostrato dalla rapidità con cui le truppe di Giuliano ingaggiarono il nemico e dalla determinazione con la quale combatterono la battaglia: tre dei quattro tribuni caduti in battaglia a Strasburgo avevano nomi barbarici.

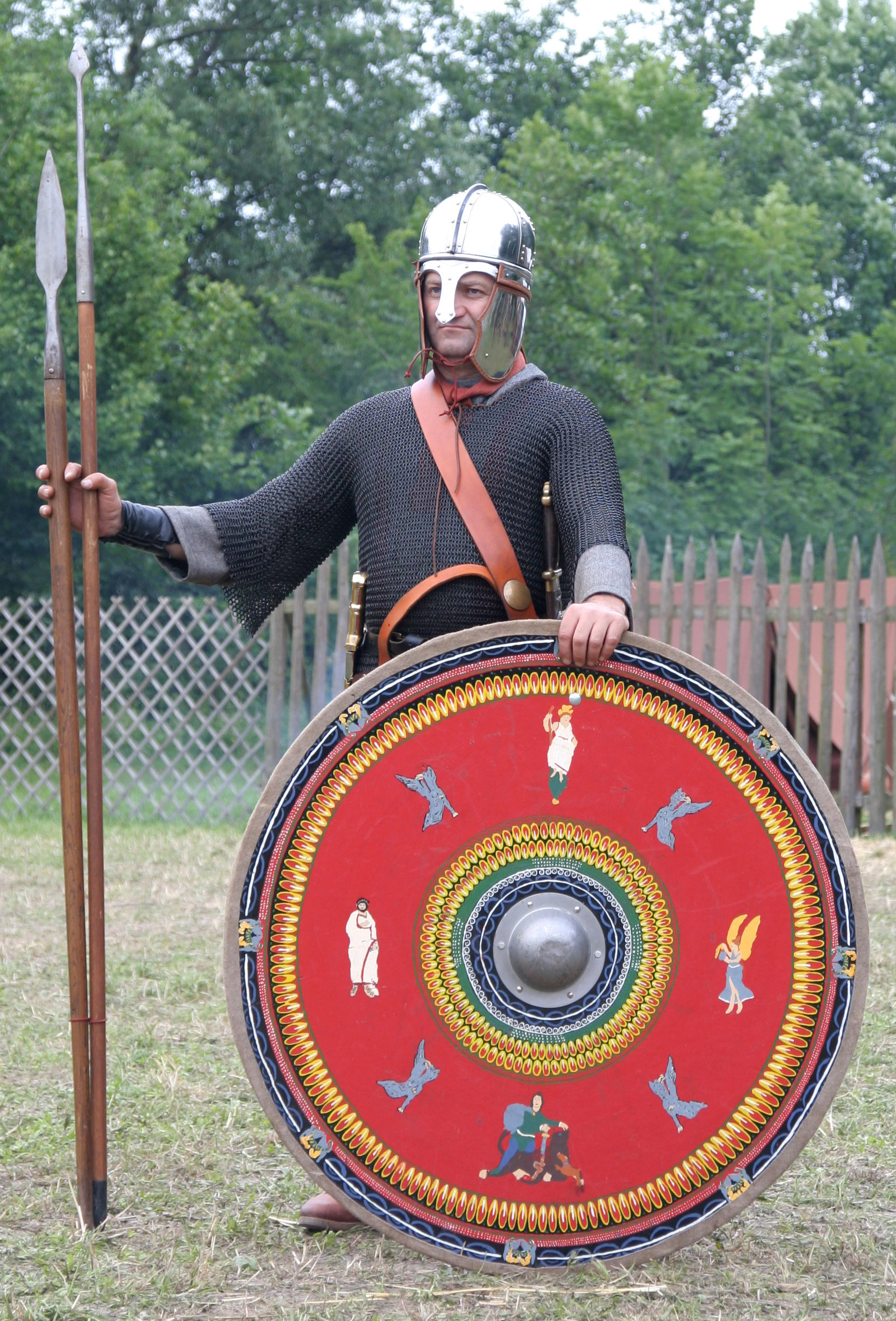
Una moderna ricostruzione del probabile aspetto di un fante dell'esercito romano. Si notino: l'elmo del tipo Spangenhelm, con una guardia per il naso, raffigurato anche sull'arco di Costantino; la lorica hamata (armatura a maglie) e lo scudo ovale o circolare, tipiche armi difensive degli auxilia della fine del III e inizi del IV secolo; a sinistra l'hasta, la lancia da fante, e lo spiculum, un giavellotto simile ad un pilum lungo.

Le forze di Cnodomario erano molto meno omogenee in fatto di qualità. I suoi uomini migliori erano i professionisti del seguito dei regales (la classe di rango regale, detti ringgivers dai Germani). Si trattava principalmente di berserkr e combattenti con la spada dai capelli lunghi, ben equipaggiati dai loro ricchi padroni; allo scopo di garantirsi una rilevante velocità, indossavano intenzionalmente poca armatura, mentre i berserkr portavano gli scudi sulle spalle per usare la spada a due mani. La maggior parte degli uomini erano reclute con poco addestramento, che, come tutte le forze germaniche dell'epoca, facevano affidamento su un equipaggiamento leggero e sulla velocità.
L'equipaggiamento romano era prodotto in massa nelle fabricae statali, che mettevano insieme avanzate tecnologie di forgiatura e abili artigiani. Le armi romane erano fabbricate con acciaio prodotto internamente, come il chalbys noricus, il quale, sebbene di qualità inferiore all'acciaio prodotto in quel periodo in Asia centrale e in Cina, era notevolmente superiore al ferro non forgiato. Di contro, la tecnologia della forgiatura e gli artigiani esperti erano molto più rari nella Germania libera, sebbene vi siano prove che la produzione e standardizzazione dell'equipaggiamento erano notevolmente aumentate dall'epoca del Principato; anche l'uso dell'acciaio era noto in Germania libera, dove si producevano spathae e stocchi in acciaio flessibile. Ma la produzione alemannica di prodotti forgiati sofisticati, come armature di metallo, elmetti e spade, era sicuramente su scala inferiore a quella dei Romani. Armi semplici come asce e coltelli erano spesso realizzati in ferro non forgiato. La protezione delle truppe romane era ottenuta tramite armature metalliche, normalmente una lorica hamata (armatura a maglia), ed elmetti, oltre agli scudi. Al contrario, gli unici a possedere armatura ed elmetto tra gli Alemanni erano solo gli appartenenti alle classi sociali superiori: la gran parte dei fanti alemannici aveva solo uno scudo, ma nessun'armatura o elmetto.

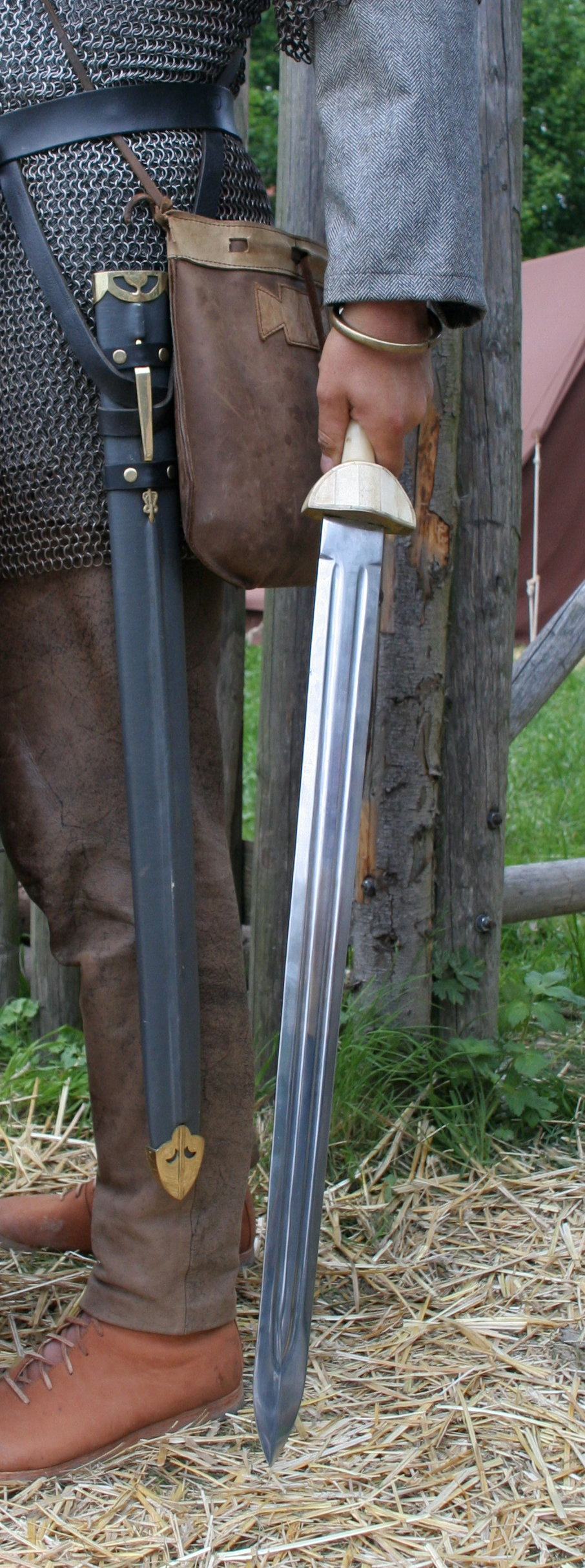
Fante romano tardo imperiale che regge una spatha (lunghezza mediana pari a 0,9 m). La lama era tagliente da entrambi i lati e la sommità era appuntita per permettere la stoccata. Si noti l'abbigliamento del soldato, con lorica hamata, tunica a maniche lunghe, pantaloni e stivali, e si confronti con il legionario romano del I-II secolo, la cui spada era il più corto gladio alto-imperiale e che generalmente indossava una tunica a maniche corte, aveva le gambe scoperte e portava le calighe.

Le armi da mano del fante romano erano l'hasta (lancia), la spatha (spada) e il pumnal (pugnale). Tra gli Alemanni l'arma preferita era la lancia, mentre le spade erano probabilmente meno comuni: certamente le avevano gli optimates (i nobili) e i ringgivers. L'armamento degli Alemanni meno facoltosi non è chiaro: Ammiano Marcellino lascia intendere che molti fanti alemanni portavano la spada, mentre coloro che non l'avevano erano armati di scramasax (coltelli lunghi e appuntiti) e asce.
Per quanto riguarda le armi da lancio a corto raggio, il fante romano portava o una lancia lunga oppure due o tre giavellotti corti (lanceae) e mezza dozzina di plumbatae (dardi a mano), per una gittata efficace di circa 30 m. Ammiano riporta un gran numero di armi da lancio usate dagli Alamanni durante la battaglia: spicula (un lungo giavellotto simile al pilum, anche noto come angone), verruta missilia (lance corte) e ferratae arundines (probabilmente dardi e "francische", asce da lancio). Tutto considerato, pare che non vi fossero grandi differenze tra i due contendenti per quanto riguarda le armi da lancio. Ammiano racconta che i fanti romani furono obbligati a tenere gli scudi sopra le loro teste per gran parte del tempo a causa della quantità di dardi e lance che pioveva su di loro.
Un aspetto che Ammiano tralascia di descrivere riguarda l'armamento da lancio lungo, ma è estremamente probabile che vi fossero arcieri da entrambe le parti. Ammiano ricorda la presenza tra i Romani di una vessillazione di equites sagittarii (arcieri a cavallo), ed è probabile che vi fosse almeno un'unità di arcieri a piedi, probabilmente un auxilium di sagittarii, per un totale di circa 1000 arcieri romani; inoltre alcune delle unità di fanti avevano tra i propri ranghi anche degli arcieri. L'arco romano era l'arco composito ricurvo originario dell'Asia centrale: si trattava di un'arma sofisticata, compatta e potente. Anche gli Alemanni usavano archi, la maggior parte dei quali erano peggiori dell'arco composito, ma con un'eccezione, l'arco lungo di tasso. Alto come un uomo, poteva lanciare frecce con una forza tale da perforare le armature. Il suo lungo raggio lo rendeva ideale per scagliare frecce al di sopra delle proprie linee di fanteria, ma la sua dimensione lo rendeva ingombrante negli scontri diretti o per l'uso a cavallo, per il quale, invece, l'arco composito era ideale. Tradizionalmente si è ritenuta trascurabile la capacità arcieristica dei Germani del Reno, a causa del commento dello scrittore del VI secolo Agazia che i Franchi non sapevano come usare gli archi, ma questa conclusione è contraddetta sia dai ritrovamenti archeologici che da Ammiano stesso. Quindi l'equipaggiamento del soldato romano del IV secolo era ancora superiore a quello dei suoi nemici, anche se la differenza non era più così marcata come nei secoli precedenti.

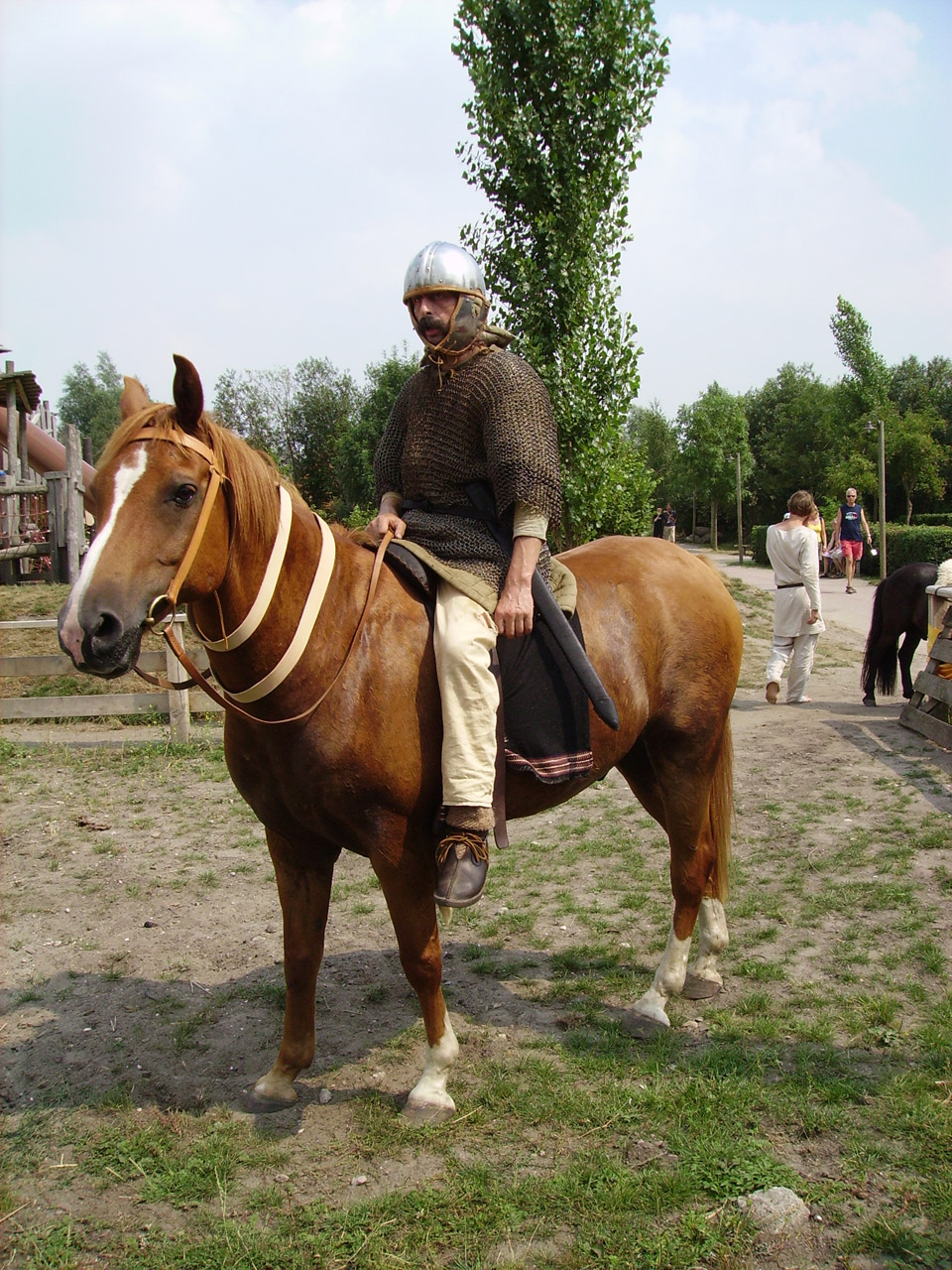
Cavaliere romano con armatura a maglie e spada.

La cavalleria romana godeva di una chiara supremazia su quella di Cnodomario in fatto di armature e addestramento, ma era inferiore per numero e velocità (si stima che ci fossero 3000 cavalieri). Oltre alla cavalleria leggera usata dai Germani, i Romani impiegavano cavalieri con corazze a maglie e cavalieri con armatura pesante, detti cataphracti o clibanarii (i termini sembrano intercambiabili), completamente coperti da armature a squame o a fasce e armati con una lancia lunga e pesante, il contus, e con una spada; Ammiano cita almeno due unità di catafratti, dunque questi costituivano almeno un terzo della cavalleria romana (circa 1000 cavalieri). Il numero dei cavalieri alemannici non è noto, ma probabilmente costituivano una piccola parte dell'esercito di Cnodomario, in quanto i territori degli Alemanni erano occupati da foreste fitte ed erano inadatti all'allevamento in massa di cavalli. La maggior parte dei cavalieri alemanni erano i nobili e i membri del loro seguito, in quanto solo i ricchi potevano permettersi di mantenere un cavallo da guerra, e difficilmente costituivano più di un quinto di tutto l'esercito (7000 cavalieri), mentre probabilmente erano arcora di meno. Malgrado ciò, la cavalleria alemannica era probabilmente sensibilmente più numerosa di quella romana. Riguardo al loro armamento, la cavalleria nobile di Cnodomario era probabilmente armata con spade, ma non possedeva armature metalliche, cosa che li rendeva probabilmente vulnerabili nello scontro corpo a corpo con la cavalleria romana, in particolare con i catafratti; è tuttavia possibile che alcuni cavalieri indossassero armature catturate al nemico.
I soldati romani erano professionisti, continuamente addestrati nelle tecniche di combattimento e per eseguire manovre di gruppo. Il loro vantaggio principale negli scontri campali era quello di combattere in formazione, che permetteva loro di mantenere la posizione ad intervalli regolari e di rimpiazzare i soldati caduti, cosa che permetteva all'unità di mantenere la propria forma e consistenza mentre eseguiva manovre o ingaggiava il nemico. Ci sono invece solo pochi indizi per manovre di gruppo da parte degli Alemanni, sebbene i combattenti professionisti al seguito dei nobili fossero probabilmente in grado di eseguirne una: Ammiano racconta di un globus (una massa) dei migliori guerrieri che si mosse insieme al culmine della battaglia e fece breccia nella linea romana. Oltre ai soldati professionisti già menzionati, molti Alemanni avevano probabilmente servito in passato nell'esercito romano, ricevendone l'addestramento, ma la maggior parte degli uomini di Cnodomario erano stati richiamati per una leva temporanea e il loro addestramento era limitato. Secondo Ammiano furono obbligati a fare affidamento su una rozza spinta frontale per sfondare la linea nemica semplicemente grazie al peso dei numeri, mentre non misero in difficoltà gli esperti soldati romani nella fase finale della battaglia, un prolungato combattimento ravvicinato.
Per contrastare l'inferiorità tattica delle sue truppe, Cnodomario fece un uso attento della conformazione del campo di battaglia e di alcuni stratagemmi. A Strasburgo il fianco destro del suo esercito era protetto da una zona ricoperta da arbusti e interrotta da fossi naturali, in cui la cavalleria non poteva manovrare; Cnodomario fece disporre alcuni guerrieri nascosti nei fossi per preparare un'imboscata, probabilmente contro l'ala sinistra romana. Per fronteggiare la minaccia dei catafratti romani sulla sua ala sinistra, Cnodomario ordinò ad alcuni fanti armati alla leggera di mischiarsi ai cavalieri: durante lo scontro con la cavalleria romana, i fanti avrebbero dovuto strisciare sotto i cavalli romani e colpirli sul ventre, in modo che i cavalieri cadessero con le proprie montature e, impacciati dalle armature, fossero facile vittima dei loro nemici.
Il problema principale di Giuliano era quello di annullare il vantaggio numerico dei Germani. Poiché questo vantaggio rendeva probabile che le formazioni romane fossero sfondate in uno o più punti semplicemente dalla preponderanza nemica, Giuliano fece schierare le sue truppe su due linee parallele molto distanziate; in questo modo le truppe della seconda linea sarebbero potute facilmente accorrere in soccorso delle unità di prima linea che si fossero trovate in difficoltà, mentre l'intera seconda linea avrebbe funto da riserva nel caso la prima fosse interamente collassata. Infine Giuliano dispose probabilmente una piccola unità separata sul proprio fianco sinistro, sotto il comando del suo magister equitum Severo, a fronteggiare il bosco al di là della strada; probabilmente serviva a difendersi da una possibile sortita germanica da quel lato, anche se Ammiano sembra suggerire che Severo avesse l'ordine di avanzare nel bosco. Infine, il piano di Giuliano prevedeva che la cavalleria romana mettesse in fuga quella germanica e circondasse da dietro la fanteria nemica.

### Ordine di battaglia romano

Motivo dipinto sugli scudi degli Heruli seniores, un auxilium palatinum. Il motivo è ripreso dalla Notitia dignitatum, un documento della fine del IV- inizi del V secolo.

Motivo dipinto sugli scudi dei Petulantes seniores, un auxilium palatinum. Dalla Notitia dignitatum.

La composizione dell'esercito di Giuliano a Strasburgo può essere ricostruita solo parzialmente. Ammiano Marcellino fa il nome di solo cinque unità nel racconto della battaglia, ma altri brani sulla campagna gallica di Giuliano e nel testo di Zosimo menzionano altre unità del comitatus di Giuliano che erano verosimilmente presenti a Strasburgo.
In questa epoca un comitatus era probabilmente composto da solo tre tipi di unità e tutte del massimo grado, quello di unità di palatini: si trattava di vexillationes di cavalleria e legiones e auxilia di fanteria. Vi è molta incertezza riguardo alla dimensione delle unità militari romane durante il tardo impero: ufficialmente le vexillationes e le legiones avevano 800 e 1200 uomini rispettivamente, ma gli effettivi registrati sono rispettivamente 400 e 800; si può allora assumere un valore medio tra questi estremi e stimare 500 cavalieri per le vexillationes e 1000 fanti per le legiones palatinae. Anche la forza degli auxilia palatina è oggetto di dibattito, in quanto potevano essere della stessa dimensione delle legiones o grandi la metà; la seconda possibilità pare la più probabile in accordo con le ricerche svolte, anche in considerazione del fatto che se gli auxilia avessero avuto la stessa dimensione di una legio non sarebbe stato necessario distinguerle.
Le fonti riportano le seguenti unità all'interno del comitatus di Giuliano (con l'asterisco si indicano le unità nominate da Ammiano nel racconto della battaglia di Strasburgo):
| Legiones                                          | Auxilia                                                     | Vexillationes |
| ------------------------------------------------- | ----------------------------------------------------------- | --- |
| Ioviani Herculiani Primani* Moesiaci Pannoniciani | Cornuti* Brachiati* Petulantes Celtae Heruli Batavi* Reges* | Normali Equites Gentiles Equites scutarii* Pesanti Equites cataphractarii (1)* Equites cataphractarii (2)* Leggere Equites Dalmatae Equites sagittarii* |
| Totale (fant) 5 000                               | Totale (fant) 3 500                                         | Totale (cav) 3 000 |

Le legioni degli Ioviani e degli Herculiani e gli equites Dalmatae non sono menzionati dalle fonti al servizio di Giuliano, ma come parte del comitatus gallico sotto Magnenzio, e furono dunque probabilmente ereditati da Giuliano. Se tutte queste unità furono presenti a Strasburgo, l'ordine di battaglia romano lascerebbe fuori 1500 uomini: è quindi probabile che le fonti non riportino tre unità di auxilia, di cui almeno una di sagittarii (arcieri), senza i quali un comitatus sarebbe stato incompleto. In totale, quindi, è verosimile che l'esercito di Giuliano a Strasburgo fosse composto da cinque legiones palatinae e dieci auxilia palatina di fanteria e sei vexillationes di cavalleria.

Motivo dipinto sugli scudi degli Ioviani seniores, una legio palatina. Dalla Notitia dignitatum.

Motivo dipinto sugli scudi degli Batavi seniores, un auxilium palatinum. Dalla Notitia dignitatum.

Per quanto riguarda la cavalleria, Ammiano menziona solo cataphracti nel suo racconto della battaglia, i quali costituivano certamente il tipo di unità più adatte per effettuare una carica di sfondamento; una conferma dell'impiego di questi uomini è la morte di ben due tribuni (comandanti di unità) dei catafratti nello scontro, che testimoniano la presenza di almeno due vexillationes di catafratti. È però praticamente certo che i catafratti costituivano solo una parte del contingente montato a disposizione di Giuliano, in quanto nell'esercito romano tardo imperiale, solo il 15% delle unità di cavalleria erano catafratti pesanti. Altrove Ammiano Marcellino e Zosimo raccontano che Giuliano aveva sotto il suo comando un'unità di Gentiles e una di scutarii: si trattava di unità di cavalleria parzialmente corazzata, la quale costituiva la maggioranza (61%) della cavalleria tardo imperiale e che era molto adatta per il combattimento ravvicinato. Si fa anche menzione di due unità di cavalleria leggera, senza corazza e destinata alla schermaglia e all'inseguimento, gli equites Dalmatae e gli equites sagittartii (arcieri a cavallo). Lo scenario più probabile è che tutte queste unità fossero presenti a Strasburgo, con due vexillationes ciascuna di cavalleria leggera, normale e pesante. A questi Giuliano aggiungeva la propria scorta personale di 200 cavalieri scelti, probabilmente un distaccamento di una delle scholae di Costanzo, le unità di cavalleria di élite composte da 500 uomini che fungevano da guardia imperiale a cavallo.
Per quanto riguarda le linee su cui erano disposte le unità romane sul campo, Ammiano fornisce poche informazioni: afferma che il fianco destro di ciascuna linea, anteriore e posteriore, era tenuto da un'unità di auxilia, mentre al centro della linea di riserva c'era la legione dei Primani. Sebbene Goldsworthy assuma che le due linee fossero numericamente uguali, questa informazione non è fornita dalle fonti ed è ugualmente possibile che la linea di riserva fosse numericamente inferiore alla prima linea. Libanio afferma che le legioni erano disposte al centro della linea; questa informazione è compatibile con la posizione dei Primani data da Ammiano. Una disposizione verosimile e compatibile con le informazioni frammentarie date dalle fonti potrebbe essere la seguente: in prima linea due auxilia a sinistra, tre legiones al centro, due auxilia (i Cornuti e i Brachiati) sul fianco destro, per un totale di 5000 uomini; in seconda linea tre auxilia sul fianco sinistro, la legio dei Primani al centro, altre tre auxilia (tra cui i Reges e i Batavi) a destra, per un totale di 4000 uomini; la legio restante (altri 1000 uomini) sarebbe stata al comando di Severo e collocata a sinistra.
Un'importante fonte sulle unità dell'esercito romano tardo imperiale è la Notitia dignitatum, un elenco delle cariche civili e militari della fine del IV-inizi del V secolo, la cui redazione, per quanto riguarda la parte occidentale dell'impero, è comunemente fatta risalire agli anni 420; lo scarso dettaglio con cui le fonti identificano le unità che combatterono con Giuliano a Strasburgo rende difficile metterle in corrispondenza con le unità registrate nella Notitia. Per quanto riguarda le unità di cavalleria, la difficoltà risiede nel fatto che le fonti non specificano i numeri delle unità presenti a Strasburgo, mentre nella Notitia sono elencate diverse unità di equites Dalmatae e di equites sagittarii. Le unità di fanteria riportate nella Notitia sono invece divise in coppie: ciascuna unità è infatti divisa in due parti, una di seniores e l'altra di iuniores; questa divisione, avvenuta in un momento imprecisato, è attestata già nel 356 (Iovii Cornutes seniores), ma se era già avvenuta al tempo di Giuliano, comunque Ammiano non specifica se le unità che nomina fossero seniores o iuniores, rendendo impossibile l'identificazione con la Notitia.
Malgrado ciò, è possibile identificare, con un buon grado di sicurezza, alcune unità della Notitia come quelle che combatterono a Strasburgo, o quanto meno come loro "discendenti". Ammiano parla di un'unità di cavalleria che definisce Gentiles, forse una vexillatio palatina; se questa unità fu poi tramutata in una schola, potrebbe essere identificata con la schola Gentilium posta al comando dell'imperatore d'Occidente nella Notitia. Le altre unità di cavalleria presenti a Strasburgo potrebbero essere identificate con la vessillazione di equites VIII Dalmatae ("8º cavalleria dalmata") a disposizione del magister equitum Galliarum e con quelle di equites cataphractarii iuniores e di equites scutarii Aureliaci ("cavalieri muniti di scudo di Aureliano", il cui nome derivava probabilmente dall'imperatore Aureliano, che governò nel 270-5), poste sotto il comando del comes Britanniarum, le cui unità provenivano probabilmente dal comitatus gallico. Per quanto riguarda la fanteria, il magister equitum di Gallia comandava gli auxilia palatina Brachiati iuniores e Batavi iuniores, mentre il comes Britanniarum aveva sotto il proprio comando la legione dei Primani iuniores. Nel comitatus del Magister peditum d'Italia sono invece comprese le seguenti unità seniores: le legiones degli Ioviani, Herculiani, Pannoniciani e Moesiaci (queste ultime due potrebbero essere le due legioni mesiche citate da Ammiano); gli auxilia palatina dei Cornuti, Brachiati, Petulantes, Celtae, Heruli e Batavi; l'esercito italico comprendeva anche la legio comitatensis dei Regii. Quest'ultima è identificata da Goldsworthy come l'unità dei Reges citata da Ammiano, ma, oltre al nome differente, i Reges erano un auxilium palatinum, non una legione.

### Forze alemanniche
A Strasburgo erano presenti nove reges ("re") alemannici: Cnodomario e suo nipote Serapione, Vestralpo, Urius, Ursicinus, Hortarius, Suomarius e i due che avevano rotto il trattato di pace con i Romani, Vadomario e il suo collega. Ciascuno di loro aveva sotto di sé due pagi, per un totale di diciotto pagi. Se si assume che i soldati non alemannici erano un quarto del totale, i soldati alemannici a Strasburgo erano quindi circa 26 000, per una media di 1500 per pagus. Considerata la stima di 135 000 per la popolazione totale degli Alemanni, il 20% circa di un pagus sarebbe stato presente a Strasburgo, una percentuale realistica per una popolazione barbarica.

### Svolgimento

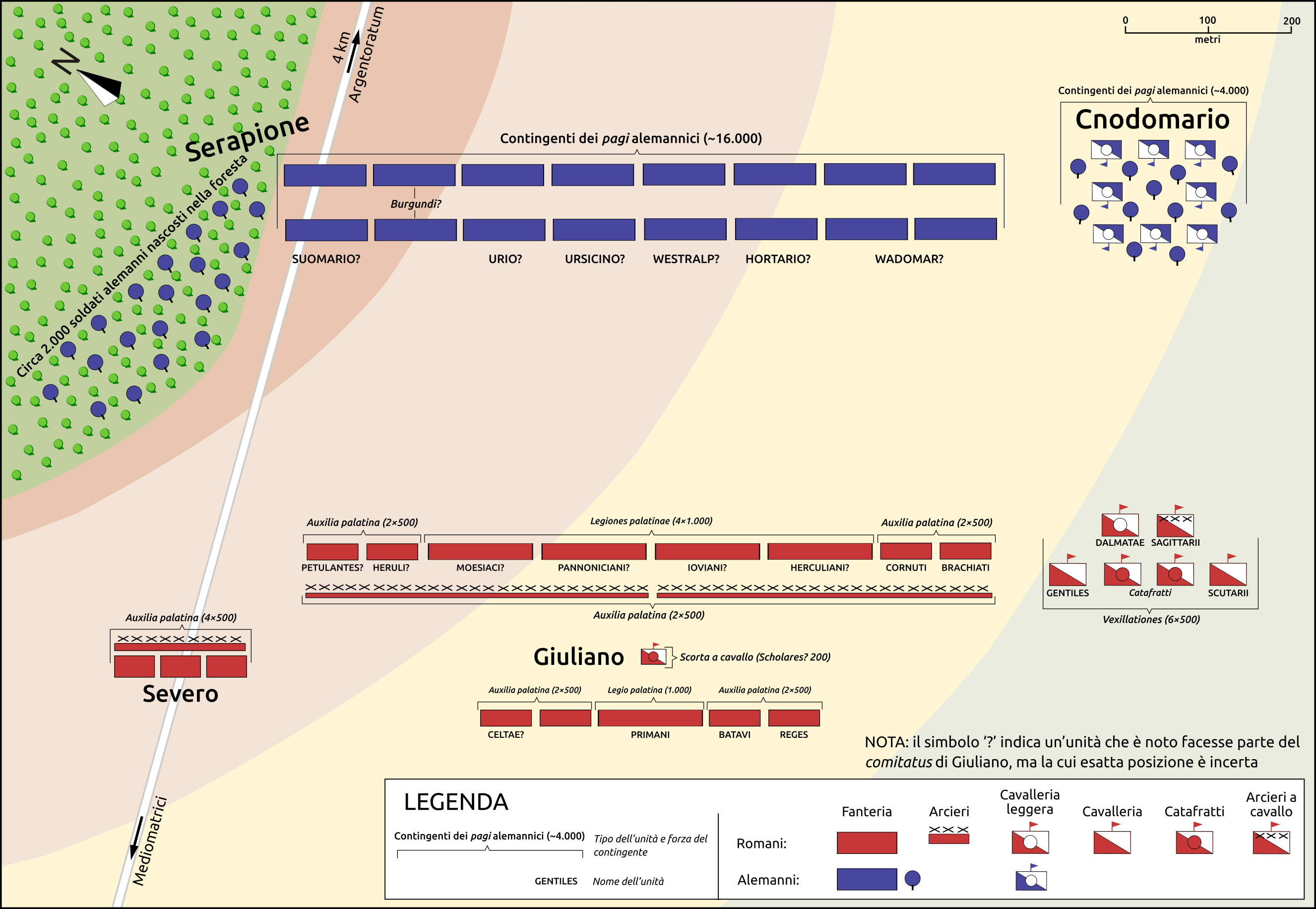
Disposizione iniziale delle truppe nella battaglia di Strasburgo. In blu gli Alemanni, in rosso i Romani. Le legioni occupano il centro dello schieramento romano mentre gli auxilia le ali. La posizione di Giuliano, con la propria scorta di 200 cavalieri (probabilmente scholares), è dopo le prime due linee della fanteria legionaria avendo alla sua sinistra il distaccamento di Severo. Le forze romane ammontano approssimativamente a 15000 unità. Gli Alemanni (in notevole superiorità numerica) sono suddivisi in singoli contingenti, denominati pagus, di circa 800 uomini ciascuno; alcuni reparti sono nascosti nella foresta posta sul lato destro del loro schieramento, mentre la cavalleria è schierata sul loro fianco sinistro.

Un disertore appartenente agli Scutarii informò Cnodomario del piano di Giuliano di marciare su Strasburgo. Il sovrano degli Alemanni ebbe allora il vantaggio di scegliere il campo di battaglia, che fu una gentile collina coperta di campi di grano a poche miglia dal Reno. Libanio afferma che su un lato era presente un corso d'acqua elevato (probabilmente un acquedotto o un canale), costruito su una palude, ma questa affermazione pare incompatibile con il racconto di Ammiano, che descrive il luogo della battaglia come posto in posizione elevata e potrebbe essere un dettaglio proveniente da un'altra battaglia di Giuliano. Il sito della battaglia è individuato dall'affermazione di Ammiano che l'esercito di Giuliano marciò 21 miglia (32 km) da Saverne lungo la strada Metz-Strasburgo. Una prima teoria identifica il sito con il villaggio di Oberhausbergen, posto a 3 km a nord-ovest di Strasburgo, 1 km a nord della strada romana (la moderna D228): in tal caso i Romani avrebbero fronteggiato gli Alemanni sulla sommità della collina di Oberhausbergen, con la strada alle loro spalle. Ma il sito potrebbe essere stato invece quello di Koenigshoffen, un suburbio occidentale della moderna Strasburgo che si trova a cavallo della strada romana.
La stagione militare era già avanzata, in quanto Giuliano aveva impiegato molto tempo a ricostruire Saverna, ma era ancora estate, in quanto le giornate erano calde e il grano maturo nei campi: probabilmente era agosto. L'esercito di Giuliano aveva marciato da Strasburgo durante il mattino, giungendo in vista del nemico intorno a mezzogiorno. Cnodomario, allertato dai suoi esploratori dell'arrivo dell'esercito romano, mosse il proprio esercito dalla base, posta dinanzi alle mura diruite di Strasburgo al campo di battaglia che aveva scelto.
A poca distanza dal campo di battaglia, Giuliano ordinò al suo esercito di arrestarsi e di riposare. Preoccupato che i suoi uomini potessero essere troppo stanchi per la lunga marcia sotto il sole cocente, propose di costruire un campo e rimandare lo scontro al giorno successivo, ma i suoi ufficiali e i suoi uomini furono contrari e chiesero a gran voce di essere condotti alla battaglia quello stesso giorno; Giuliano, che si vantava di agire in base al consenso, accettò la loro proposta. Il fatto che i soldati romani potessero anche solo considerare la possibilità di combattere una battaglia che si prospettava molto difficile dopo una marcia di 20 miglia in assetto da battaglia è una testimonianza della loro resistenza.
Avanzando lungo la strada fino al campo di battaglia, i Romani trovarono l'esercito germanico già disposto sul campo, probabilmente disposto in una densa massa sulla sommità della collina, in modo da ottenere il vantaggio di combattere in discesa. L'ala sinistra germanica era tenuta da Cnodomario e dalla sua cavalleria, mentre l'ala destra da suo nipote Serapione (il cui nome greco era stato scelto dal padre ellenofilo), il quale era ancora un adolescente, ma che aveva già dimostrato di essere un comandante militare all'altezza dello zio. Il resto del contingente era sotto cinque grandi sovrani e dieci re minori. Tra le sterpaglie sul fianco destro germanico erano i Germani nascosti da Cnodomario e pronti all'imboscata. La fanteria romana si dispose su due linee, con la cavalleria (circa 3000 uomini) sul fianco destro; a sinistra si trovava il distaccamento di Severo.
Non appena i due eserciti furono schierati, un clamore sorse dalle linee germaniche, che chiedevano rumorosamente che Cnodomario e il suo gruppo di comandanti scendessero da cavallo e conducessero il grosso dei guerrieri appiedati germanici dalla prima linea; Cnodomario e i suoi uomini eseguirono immediatamente. Nel far ciò, Cnodomario rinunciò al controllo strategico della battaglia in quanto, intrappolato al centro dello scontro, non aveva possibilità di sapere cosa accadeva in altri settori. Giuliano, invece, mantenne per tutto lo scontro una posizione separata, protetto dalla sua scorta, e fu quindi in grado di reagire agli eventi su tutto l'arco del fronte, come nel caso della rotta iniziale della sua cavalleria. Non è chiaro dove fosse esattamente collocato il comandante romano, anche se probabilmente si pose nello spazio tra le due linee romane.
La cavalleria romana ingaggiò i cavalieri germanici, ma lo stratagemma di Cnodomario ebbe un notevole successo: i fanti che aveva inframmezzato riuscirono a far cadere i cavalli dei Romani e ad uccidere i catafratti ormai a terra. Sconcertati da questa tattica, la cavalleria romana si fece cogliere dal panico e abbandonò il campo; nella loro fuga, i catafratti andarono a infrangersi nella fanteria romana sul fianco destro, la quale resse all'urto solo grazie alla disciplina degli auxilia palatina dei Cornuti e dei Brachiati. La cavalleria romana si rifugiò dietro alle linee della fanteria, dove Giuliano andò personalmente a raccoglierla e a riformarne i ranghi. Zosimo afferma che una vessillazione di catafratti si rifiutò di tornare a combattere e che dopo la battaglia Giuliano li obbligò a vestirsi da donna per punizione (una punizione così lieve per un'infrazione che nell'esercito romano era tradizionalmente sanzionata con la decimazione fu probabilmente dovuta alla notevole scarsità di truppe a disposizione del cesare). La rotta della cavalleria romana portò al primo momento critico della battaglia, in quanto la prima linea romana si trovò col fianco destro esposto agli assalti della vittoriosa cavalleria germanica: malgrado la situazione difficile, e grazie al rinforzo dei Reges e dei Batavi che avanzarono dalla seconda linea a dare manforte ai loro compagni, il fianco destro romano tenne la posizione fino al ritorno della cavalleria romana, che fu in grado di diminuire la pressione nemica.
Nel frattempo, all'ala sinistra romana, Severo trattenne le sue truppe dall'avanzare sul terreno scosceso, forse avendo subodorato l'imboscata dei Germani. Libanio riporta una versione totalmente differente, affermando che i Romani caricarono i nemici spingendoli fuori dai loro nascondigli, ma la versione di Ammiano sembra maggiormente verosimile, in quanto i Romani non avrebbero tratto nessun beneficio dall'infilarsi direttamente in una trappola pronta a scattare. Ammiano non riporta altri movimenti in questo settore, ma è probabile che gli Alemanni nascosti alla fine abbiano perso la pazienza e siano usciti dalla boscaglia per caricare l'unità di Severo, solo per essere respinti dalle sue truppe esperte.
Al centro del fronte, i guerrieri germanici appiedati caricarono ripetutamente e frontalmente i ranghi serrati dei Romani, contando di romperli semplicemente grazie alla loro superiorità numerica, ma la prima linea romana tenne la propria posizione per lungo tempo, infliggendo grosse perdite ai Germani che si gettavano senza posa sulle lance romane ammassate. Ad un certo punto un gruppo di capi germanici e di alcuni dei loro migliori guerrieri formarono una densa massa e, lasciati passare dalle prime file alemanniche, caricarono i Romani. Probabilmente si trattava di una formazione barbarica detta hogshead ("barile"), un cuneo protetto da guerrieri con corazza disposti sull'esterno. Con uno sforzo disperato riuscirono a perforare la prima linea romana; la situazione si era fatta potenzialmente disastrosa per i Romani, ma, malgrado fosse stata tagliata in due, la prima linea romana non collassò, in quanto le esperte unità lì disposte riuscirono a mantenere le due ali separate in formazione.
Un gran numero di Germani si riversò attraverso la breccia e caricò il centro della seconda linea romana, lì dove si trovava la legione di élite dei Primani, la quale fu in grado di arrestare l'attacco nemico e di contrattaccare, mettendo in fuga quanti erano riusciti a sfondare. Presumibilmente la breccia nella prima linea fu richiusa, o con la congiunzione delle due ali separate della stessa linea o con l'avanzamento dei Primani dalla seconda (Ammiano non specifica quale sia stato il caso). La prima linea romana, che si era estesa sul fianco sinistro con l'avanzamento del fianco sinistro della seconda linea (e presumibilmente con l'unità vittoriosa di Severo), iniziò a respingere i Germani, flettendone le due ali all'indietro. A questo punto i Germani erano già demoralizzati dalla scarsità dei loro successi e dal gran numero di perdite subite; il grosso del loro esercito era intrappolato dalla mezzaluna sempre più accentuata dell'esercito romano; le ali germaniche erano metodicamente decimate, mentre le truppe poste al centro erano compresse al punto di non poter muoversi. Alla fine, la pressione sempre maggiore esercitata dai Romani causò il collasso della linea germanica: mentre il panico si diffondeva tra i loro ranghi, gli Alemanni ruppero la formazione e si volsero alla fuga. Molti non corsero abbastanza velocemente e, inseguiti lungo tutto il tratto che conduceva al Reno dalla cavalleria e dalla fanteria romane, furono uccisi mentre fuggivano. Un gran numero tentò di attraversare a nuoto il fiume, ma molti annegarono, colpiti dalle frecce romane o appesantiti dalle loro armature.
Ammiano racconta che 6000 Germani morirono sul campo di battaglia e sul tratto che lo divideva dal fiume, mentre Libanio stima queste vittime in 8000; altre migliaia di Alemanni trovarono la morte per affogamento mentre tentavano l'attraversamento del fiume. È probabile che circa un terzo dell'esercito germanico perì nello scontro, ma pare che la maggior parte dei soldati riuscì a fuggire, compresi i sei reges che accompagnavano Cnodomario. I Romani persero solo 243 uomini e quattro tribuni ("comandanti di unità"; si trattava di Bainobaude, Laipsone, Innocenzo e uno sconosciuto), due dei quali erano comandanti dei catafratti. Cnodomario e la sua scorta di 200 uomini tentarono di fuggire raggiungendo alcune barche, preparate a questa evenienza nei pressi delle rovine del forte romano di Concordia (Lauterbourg), circa 40 km a valle di Strasburgo, ma furono spinti da uno squadrone di cavalleria romana in un boschetto sulla riva del Reno e lì, circondati, si arresero. Portato alla presenza di Giuliano, al quale chiese pietà, Cnodomario fu inviato a Milano alla corte di Costanzo II, per poi morire, non molto tempo più tardi, in un campo per prigionieri barbari presso Roma.
Dopo la battaglia Giuliano fu acclamato augusto (imperatore) dalle sue truppe, ma egli rifiutò con veemenza il titolo che poteva essergli concesso legalmente solo dall'augusto in carica, Costanzo; considerata la spietatezza dell'imperatore nell'eliminare potenziali concorrenti al trono, la cautela di Giuliano in questa occasione è comprensibile.

## Eventi successivi alla battaglia

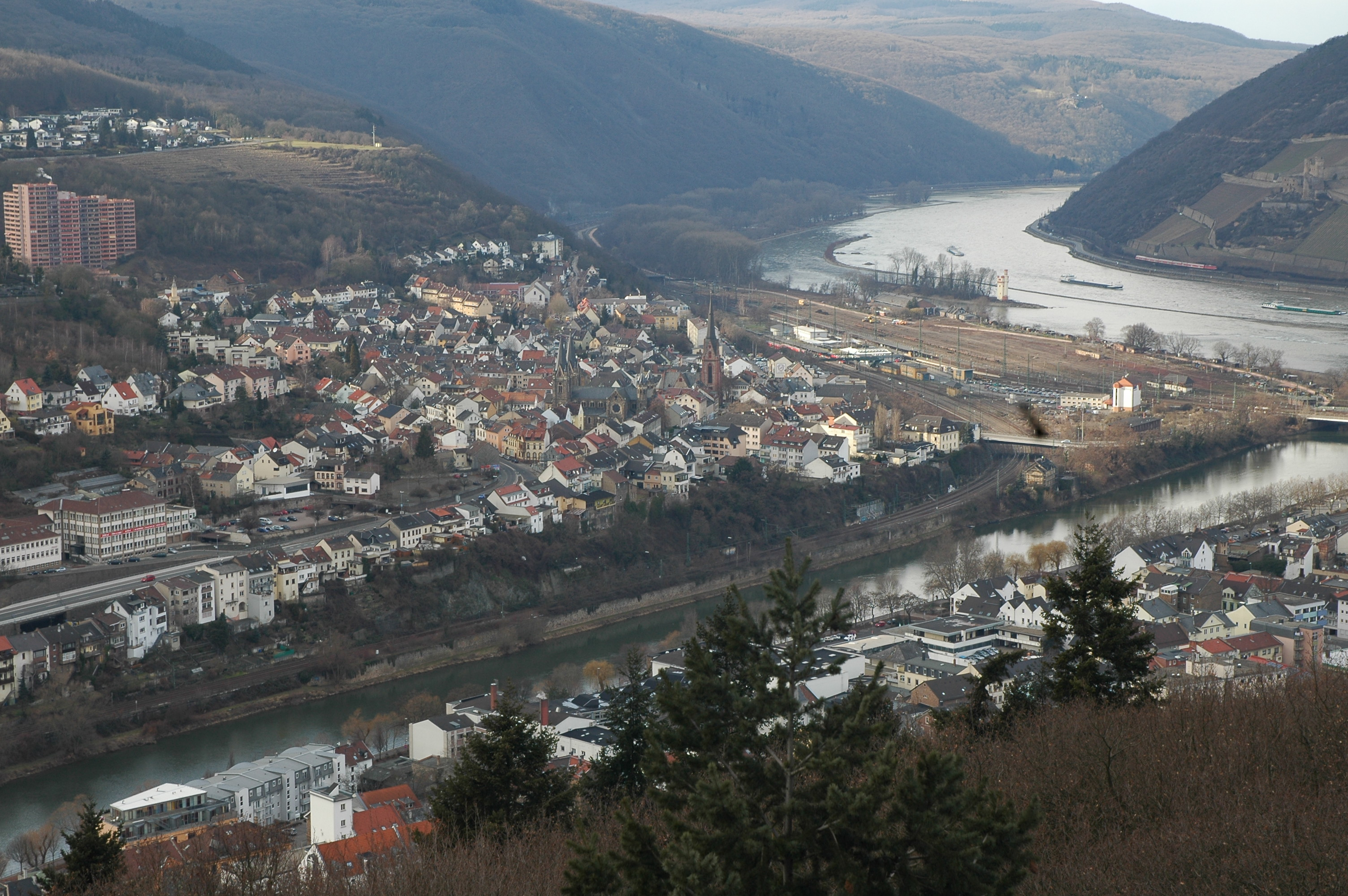
Vista di Bingen am Rhein, che si trova alla confluenza della Nahe con il Reno, il confine naturale tra l'Impero romano e la Germania in mano ai barbari. Il forte romano collocato in questo punto strategico fu riparato da Giuliano nel 359.

A seguito della vittoria a Strasburgo, Giuliano raccolse tutti gli Alemanni che si erano stanziati in Alsazia e li espulse dal territorio dell'impero.
La battaglia fu il momento decisivo dello sforzo di Giuliano per restaurare la frontiera del Reno: fino a quel momento Giuliano era stato costretto a combattere principalmente all'interno della Gallia, lasciando l'iniziativa ai Germani che rincorreva tra un'incursione e l'altra, mentre la regione, una delle province fondamentali dell'impero, subiva danni economici enormi. A partire dalla campagna del 358, Giuliano fu invece in grado di portare guerra al nemico nel suo territorio, anno dopo anno invadendo le terre al di là del Reno, devastandole e terrorizzando le tribù barbariche, che furono spesso costrette ad accettare la condizione di tributari. Allo stesso tempo fu in grado di incrementare sensibilmente lo stato di preparazione delle difese frontaliere romane, riparando i forti danneggiati e ripristinando le guarnigioni travolte dalle incursioni nemiche.
Già nel 357, Giuliano fece seguire alla battaglia di Strasburgo un'incursione in territorio alemannico, al di là del Reno; dopo aver devastato in lungo e in largo quelle terre, si concentrò sulla ricostruzione di un forte negli Agri decumates originariamente costruito da Traiano all'inizio del II secolo. Infine concesse ai timorosi barbari una tregua di dieci mesi.

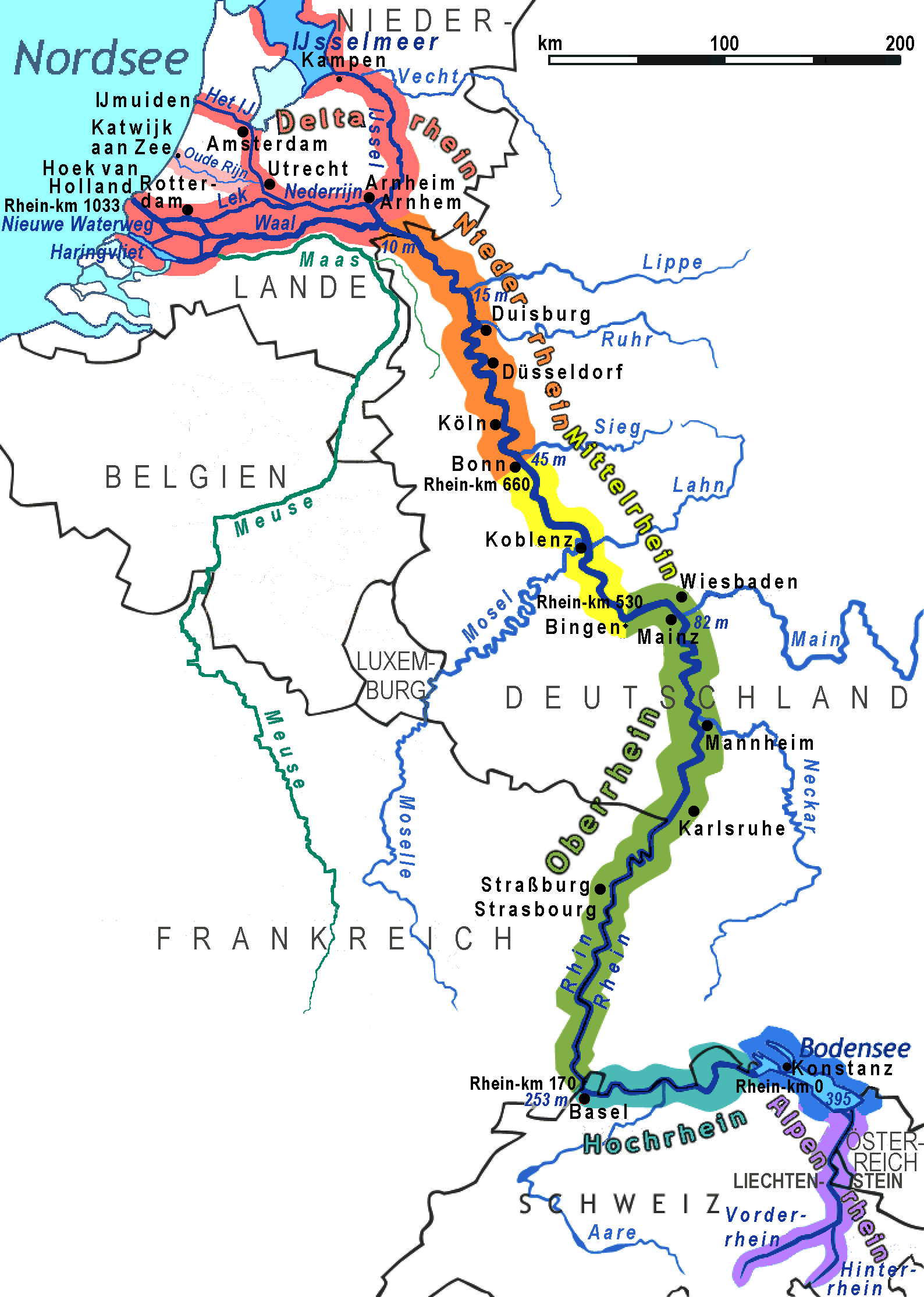
Il percorso del fiume Reno

Nel 358 Giuliano si occupò inizialmente delle tribù dei Franchi, attraversando il Reno e obbligando i Salii e i Camavi alla resa e a divenire tributarii, per poi ricostruire tre importanti forti sulla bassa Mosa. Infine tornò ad occuparsi degli Alemanni, attraversando il Reno a Mogontiacum (Magonza) e obbligando alla resa i nuovi grandi re Ortario e Surmario.
Nel 359 il cesare ricostruì sette forti e mura cittadine nel medio Reno, tra cui quelle di Bonna (Bonn) e Bingium (Bingen), obbligando i suoi recenti tributari alemannici a fornire forza lavoro e materiale da costruzione. Attraversò poi il Reno, marciò attraverso il territorio dei tributari e devastò le terre degli altri re che avevano combattuto a Strasburgo, tra cui Welstralp: tutti furono obbligati a sottomettersi e a riconsegnare le migliaia di civili romani che avevano rapito e ridotto in schiavitù durante gli anni delle incursioni.
Nel 360, la sua ultima stagione militare in Gallia, Giuliano fu ancora una volta proclamato augusto dalle sue truppe e ancora rifiutò, ma questa volta le truppe insistettero, minacciando di rivoltarsi contro Costanzo II. Allarmato, ma anche intimamente lusingato, Giuliano scrisse una lettera apologetica a Costanzo, spiegandogli per quale motivo aveva ritenuto necessario piegarsi alle richieste dei suoi soldati e chiedendo la ratifica imperiale; Costanzo, però, rifiutò, chiedendo a Giuliano di tornare al rango di cesare. Giuliano ignorò l'ordine, ma, allo scopo di provare la propria buona fede e anche per mantenere occupate le proprie truppe sul punto di ammutinarsi, attraversò ancora una volta il Reno e attaccò gli Attuarii, una tribù della confederazione dei Franchi. L'anno successivo i due imperatori marciarono l'uno contro l'altro per dirimere la situazione, ma l'improvvisa morte di Costanzo in Asia minore risparmiò all'impero un'ulteriore guerra civile.
Divenuto unico imperatore (361-363), Giuliano soccombette alla "sindrome di Alessandro Magno", come i suoi predecessori Traiano e Settimio Severo, e decise di emulare il sovrano macedone e conquistare l'impero persiano. Abbandonando l'efficace ma poco prestigiosa strategia di Costanzo, Giuliano invase la Mesopotamia alla testa di un esercito di 65 000 uomini, ma la campagna, inizialmente vittoriosa, si concluse con la sua morte e la ritirata dell'esercito romano indebolito da grandi perdite. Sebbene la gran parte delle unità che combatterono nella campagna sasanide di Giuliano provenisse dal comitatus orientale e da quello imperiale, è verosimile che anche il comitatus dell'Illirico e della Gallia fosse stato privato di truppe per rafforzare le truppe destinate all'invasione: il risultato fu che nel 366 la Gallia fu ancora una volta oggetto delle incursioni delle orde di Alemanni e che il faticoso lavoro di restaurazione di Giuliano fu disfatto. Per questo motivo il nuovo imperatore, Valentiniano I, dovette passare anni praticamente a ripetere la campagna gallica di Giuliano.